# 牛久市
牛久市（日语：／ Ushiku shi */?）是位於茨城縣南部，JR常磐線沿線的一市。世界第三高的佛像牛久大佛位於該市東部。

## 歷史

### 地名由來
關於「牛久（うしく）」這個地名的由來有許多說法，被認為是由古語演變來的。不過在龍崎市的金龍寺有傳說如下：「有個懶惰的小和尚變成牛，並投水自殺。之後此事件被稱為『沼澤吃牛（牛を沼が食った，うしをぬまがくった）』、『食牛沼澤（牛食う沼，うしくうぬま）』，而該沼澤的名稱則變為牛久沼（うしくぬま）。」
此傳說即為牛久之名由來的說法被當作正確說法而廣為流傳。另外，牛久沼位於現在的龍崎市。
雖然還有其他由「潮來（うしおく）」或「卯宿（うしゅく）」轉變來的等說法，但一般多支持上述金龍寺傳說的說法。